# Amtliches Liegenschaftskatasterinformationssystem

Status der Einführung von ALKIS (Stand August 2015)
Betrieb seit 2010
Betrieb ab 2011
Betrieb ab 2013
Betrieb ab 2014
Betrieb ab 2015

Das Amtliche Liegenschaftskatasterinformationssystem (ALKIS) ersetzt in Deutschland die Automatisierte Liegenschaftskarte (ALK) und das Automatisierte Liegenschaftsbuch (ALB), indem es diese Informationen in einem System vereint. ALKIS wurde von der Arbeitsgemeinschaft der Vermessungsverwaltungen der Länder der Bundesrepublik Deutschland (AdV) entwickelt.

## Datenstruktur
Die Datenstruktur von ALKIS wird wesentlich durch das verwendete XML-Austauschformat bestimmt, die Normbasierte Austauschschnittstelle (NAS), die als Datenschnittstelle für das AFIS-ALKIS-ATKIS-Modell dient. NAS löst damit die zuvor für Datenaustausch im ALK verwendeten Formate EDBS, BGRUND, SQD und DFK ab. EDBS besaß zwar eine höhere Informationsdichte, war aber durch seine Codierung nicht für Laien interpretierbar und zudem nicht bundeseinheitlich. Die Datenhaltung in den Landesvermessungsbehörden und die Datenabgabe an deren Kunden erfolgt nach der Umstellung vorzugsweise im NAS-Format sowie im Koordinatensystem ETRS89/UTM anstatt wie zuvor im Gauß-Krüger-Koordinatensystem. Auf Anfrage stellen die Behörden ihre Daten z. T. auch in anderen Formaten und Referenzsystemen zur Verfügung.

## Verfahrenseinführung
Da in der Bundesrepublik Deutschland das Vermessungswesen und damit auch das Liegenschaftskataster auf Ebene der Bundesländer hoheitlich organisiert ist, war für die Strategie und den Zeitplan zur Einführung von ALKIS jedes Bundesland selbst verantwortlich. Verschiedene Gründe sorgten für mehrjährige Verzögerungen in der Einführung, die ursprünglich für 2007 bundesweit vorgesehen war.
Die Umstellung der Koordinatensysteme von Gauß-Krüger nach UTM fand zudem nicht gleichzeitig statt: In Bayern erfolgte die Umstellung zum Jahreswechsel 2018/2019 mit einem Übergangszeitraum von einem Jahr; in Brandenburg wurden ETRS89/UTM bereits vor ALKIS eingeführt; das Saarland will als einziges Bundesland im GK-Referenzsystem verbleiben, aber auch umgerechnete UTM-Koordinaten anbieten.
| Land | Umstellung begonnen                                                      | Betrieb ab                                  | Bemerkung, etwa zur Migration |
| --- | ------------------------------------------------------------------------ | ------------------------------------------- | --- |
| Baden-Württemberg                                                                                                 | 2011 (Pilotierung in einzelnen Gemarkungen), ab Mitte 2012 (flächenhaft) | Mai 2013 (letzter Stadtkreis: Oktober 2016) | Migration erfolgte gemarkungsweise. Ursprüngliche Einschätzung war ein halbes Jahr Umstellungszeit. |
| Bayern | April 2013                                                               | 2015 (Dezember 2015)                        | Migration erfolgte sukzessive pro Vermessungsbezirk, beginnend mit Amberg. |
| Berlin | Juli 2015                                                                | 01.12.2015                                  | Migration erfolgte als Gesamtgebiet Verfahrensverantwortung für die ALKIS-Einführung trug die Senatsverwaltung für Stadtentwicklung und Umwelt. |
| Brandenburg | Januar 2012                                                              | März 2013                                   | Migration erfolgte als Gesamtgebiet. |
| Bremen | II. Quartal 2014                                                         | 2014 (November 2014)                        | Migration sollte in 2 Teilen getrennt erfolgen. |
| Hamburg | Oktober 2009                                                             | März 2010                                   | Migration erfolgte bezirksweise. |
| Hessen | 3. Quartal 2009                                                          | 05.02.2010                                  | Migration erfolgte gemeindeweise. Erstes Flächenbundesland mit vollständiger Umsetzung, zuerst noch auf Grundlage der GeoInfoDok 5.1.1 K2. Die Umstellung auf GeoInfoDok 6.0.1 machte eine zweite Migration erforderlich, die vom 14. bis 31. Mai 2013 stattfand.                                                                        |
| Mecklenburg-Vorpommern                                                                                            | Oktober 2014                                                             | Februar 2015                                | Migration erfolgte flurweise. |
| Niedersachsen | März 2011                                                                | April 2011                                  | Migration erfolgte gemarkungsweise. |
| Nordrhein-Westfalen                                                                                               | 2008 (April 2008)                                                        | 2015 (Dezember 2015)                        | Migration erfolgte nach Katasterämtern; die Kreisverwaltungen stellen unabhängig voneinander auf ALKIS um. Den Beginn machte der Kreis Lippe bereits im 3. Quartal 2008. Ende 2012 hatten etwa zwei Drittel der Katasterämter ALKIS eingeführt; im Dezember 2015 erfolgte die Umstellung in den letzten Ämtern, darunter Recklinghausen. |
| Rheinland-Pfalz                                                                                                   | 2010 (Juli 2010)                                                         | 01.07.2010                                  | Migration erfolgte gemarkungsweise. Beginn der Umstellung war in Pirmasens. |
| Saarland | Februar 2015                                                             | Juni 2015                                   | Migration erfolgte landkreisweise. |
| Sachsen | 2013 (Oktober 2013)                                                      | 2015 (2. Quartal 2015)                      | Migration erfolgte gemeindeweise bzw. nach Landkreisen. Beginn mit dem Landkreis Görlitz, kreisfreie Städte zum Schluss. |
| Sachsen-Anhalt | Januar 2014                                                              | Oktober 2014                                | Migration erfolgte flurweise. |
| Schleswig-Holstein                                                                                                | 01.04.2011                                                               | August 2011                                 | Migration erfolgte flurweise. |
| Thüringen | 2013 (Juni 2013)                                                         | März 2014                                   | Migration erfolgte gemarkungs- oder gemeindeweise. |
| Primäre Quelle: AAA-Umfrageergebnisse der AdV; Stand 03.04.2019, ergänzt durch weitere Angaben aus o. g. Quellen. |                                                                          |                                             | |

Somit bieten alle Vermessungsverwaltungen der Länder seit 2015 ALKIS-Daten an und das zuvorige ALK mit dem Datenformat EDBS ist abgelöst. Es bleiben weiterhin teilweise abweichende Koordinatensysteme.

## Auswirkungen
Im Zuge der Umstellung auf ALKIS wurde aufgrund von Sparmaßnahmen der meisten Vermessungsämter die Vermessung und Datenhaltung von zuvor verpflichtenden Detailobjekten abgestellt, etwa Bürgersteigen und Seitenstreifen, die nun nicht weiter in amtlichen Datenbeständen vorgehalten werden. Andererseits führen die genauer erfassbaren Daten zu einer Veränderung im Datenbestand, die die statistischen Auswertungen durch andere Landesämter (beim Vergleich mit Daten des Vorgänger-Systems) verfälscht.